# Пам'ятник Михайлу Глинці (Київ)
Па́м'ятник Миха́йлові Гли́нці у Ки́єві — пам'ятник на честь російського композитора Михайла Глінки в Києві, розташований у Міському саді. Пам'ятник встановлено в 1910 році у Музичному провулку. Після Німецько-радянської війни, у 1955 році, його перенесли на теперішнє місце в Міському саду. Пам'ятник виконаний за проєктом архітектора Володимира Ніколаєва у вигляді бронзового погруддя на постаменті з лабрадориту.
Початково пам'ятник композитору мали відкрити 20 травня 1904 року на честь 100-річчя з дня народження Михайла Глінки, проте внаслідок бюрократичної тяганини його встановили й освятили перед будинком музичної школи Російського музичного товариства лише 21 грудня 1910 року.